# Ditrău
Ditrău é uma comuna romena localizada no distrito de Harghita, na região histórica da Transilvânia. A comuna possui uma área de 114.99 km² e sua população era de 5806 habitantes segundo o censo de 2007.